# Stanisław Kirkor (1905–1963)
Stanisław Kirkor (ur. 13 lipca 1905 w Zasławiu na Wołyniu, zm. 11 lutego 1963 w Swarzędzu) – oficer Wojska Polskiego II Rzeczypospolitej i Polskich Sił Zbrojnych, profesor weterynarii.

## Życiorys
Studia na Wydziale Weterynaryjnym Uniwersytetu Warszawskiego ukończył w 1930 r. W 1937 r. uzyskał stopień doktora weterynarii w Akademii Medycyny Weterynaryjnej we Lwowie.
16 marca 1934 powołany został z rezerwy do służby czynnej, w stopniu podporucznika ze starszeństwem z 1 stycznia 1934 i 9 lokatą w korpusie oficerów weterynaryjnych, w grupie lekarzy, i przydzielony do 3 Pułku Szwoleżerów Mazowieckich w garnizonie Suwałki, na stanowisko lekarza weterynarii. W połowie 1934 przeniesiony został do 2 Pułk Ułanów Grochowskich stacjonującego w tym samym garnizonie i wyznaczony na stanowisko lekarza weterynarii. Od maja 1939 r. służył w stopniu kapitana w Ministerstwie Spraw Wojskowych. 
W 1939 r. brał udział w kampanii wrześniowej, a następnie przedostał się do Rumunii. Z tego kraju trafił do Francji i brał udział w wojnie 1940 r. Za swoją służbę otrzymał francuskie odznaczenie "Croix de Guerre". Następnie przedostał do Szwajcarii, gdzie był internowany. Po zwolnieniu z obozu rozpoczął pracę w Zakładzie Badania Chorób Pszczół (Versuchsanstalt für Bienenkrankheiten) w Liebefeld (Szwajcaria), którym kierował prof. Otto Morgenthaler. W 1941 r. zmuszony był wrócić do Francji. Tam otrzymał stypendium i w Stacji Zoologicznej - jej dziale chorób pszczół – współpracował z prof. Paillot. Z Francji przedostał się do Anglii i tam jako spadochroniarz uległ wypadkowi. Po leczeniu współpracował z dr. Butlerem w Rothamsted Experimental Station. Z Wielkiej Brytanii powrócił do Polski w 1946 r., w stopniu majora.
Kirkor był organizatorem oraz kierownikiem Zakładu Chorób Pszczół Państwowego Instytutu Weterynaryjnego w Gorzowie Wielkopolskim. Placówka ta powstała w tym mieście 15 sierpnia 1946 r. Zakład Chorób Pszczół PIWet. w 1956 r. przeniesiono do Nowej Wsi (dzisiejszy Skansen Pszczelarski w Swarzędzu).
Kirkor habilitował się w 1947 r. w Lublinie, a w 1954 r. został profesorem nadzwyczajnym. Będąc kierownikiem zakładu w Swarzędzu prowadził jednocześnie wykłady na Wydziale Weterynaryjnym SGGW w Warszawie, podobne zajęcia miał również ze studentami Wydziału Weterynaryjnego w Lublinie.
Syntezą dorobku naukowego oraz doświadczenia profesora Kirkora jest obszerny podręcznik zatytułowany "Choroby pszczół" opublikowany w 1953 r. w Warszawie. Wcześniej był on współautorem napisanej w języku francuskim książki pt.: L’Abeille; anatomie, maladies, ennemies (1943). 
W Swarzędzu Kirkor zorganizował park pszczelarski; wiele drzew rosnących na terenie zabytkowego skansenu pochodzi z okresu jego działalności. W Polsce odznaczony został Złotym Krzyżem Zasługi. 
Stanisław Kirkor, zmarły 11 lutego 1963 r. w Swarzędzu, jest patronem ulic w Gorzowie Wielkopolskim i Swarzędzu. Jego grób znajduje się na cmentarzu w Poznaniu przy ul. Lutyckiej (kwatera św. Łazarza-2-7).
Materiały archiwalne Stanisława Kirkora znajdują się w PAN Archiwum w Warszawie pod sygnaturą III-122.

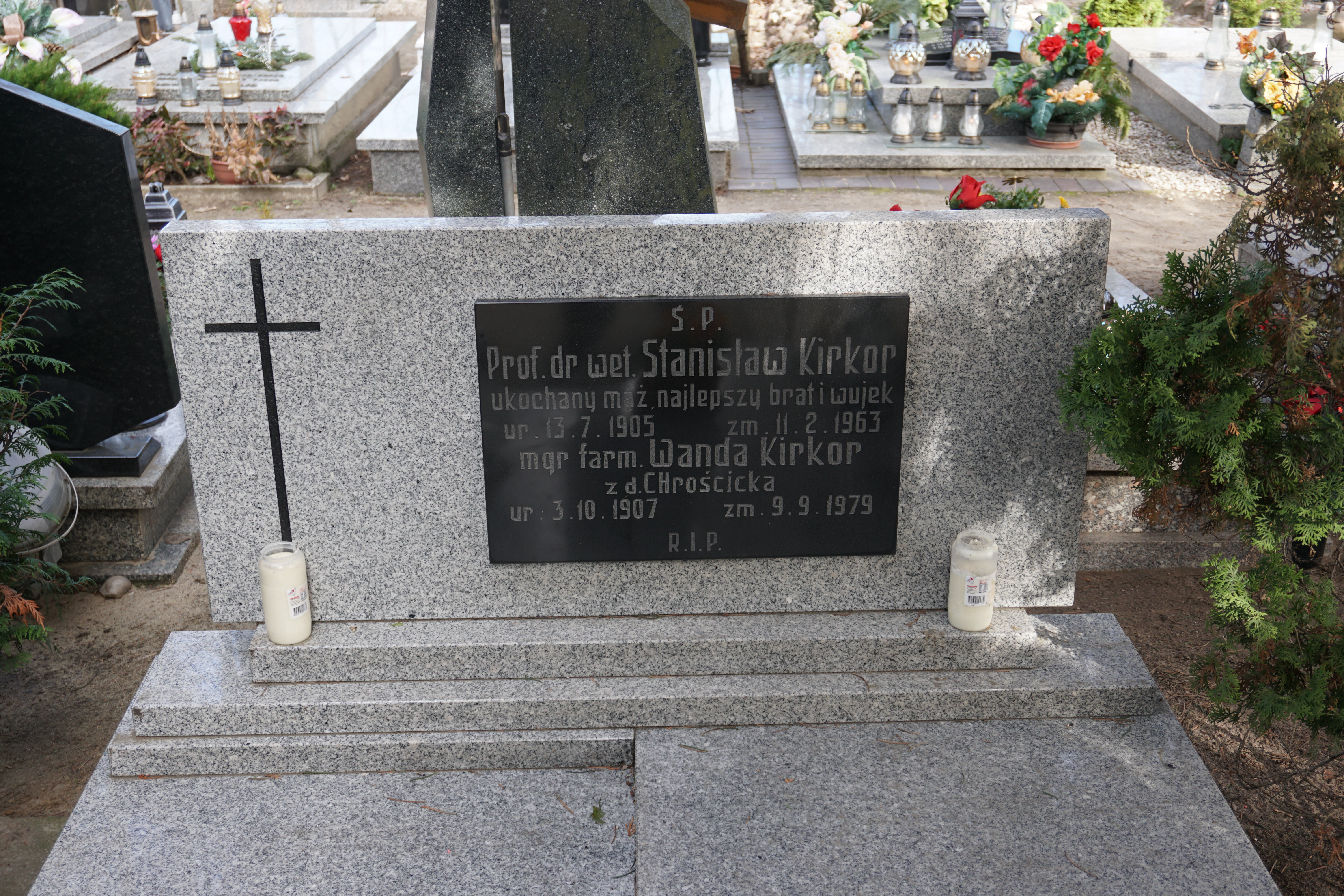
grób prof. Stanisława Kirkora na cmentarzu parafii św. Jana Vianneya w Poznaniu